# Kriegerdenkmal Bochum-Langendreer

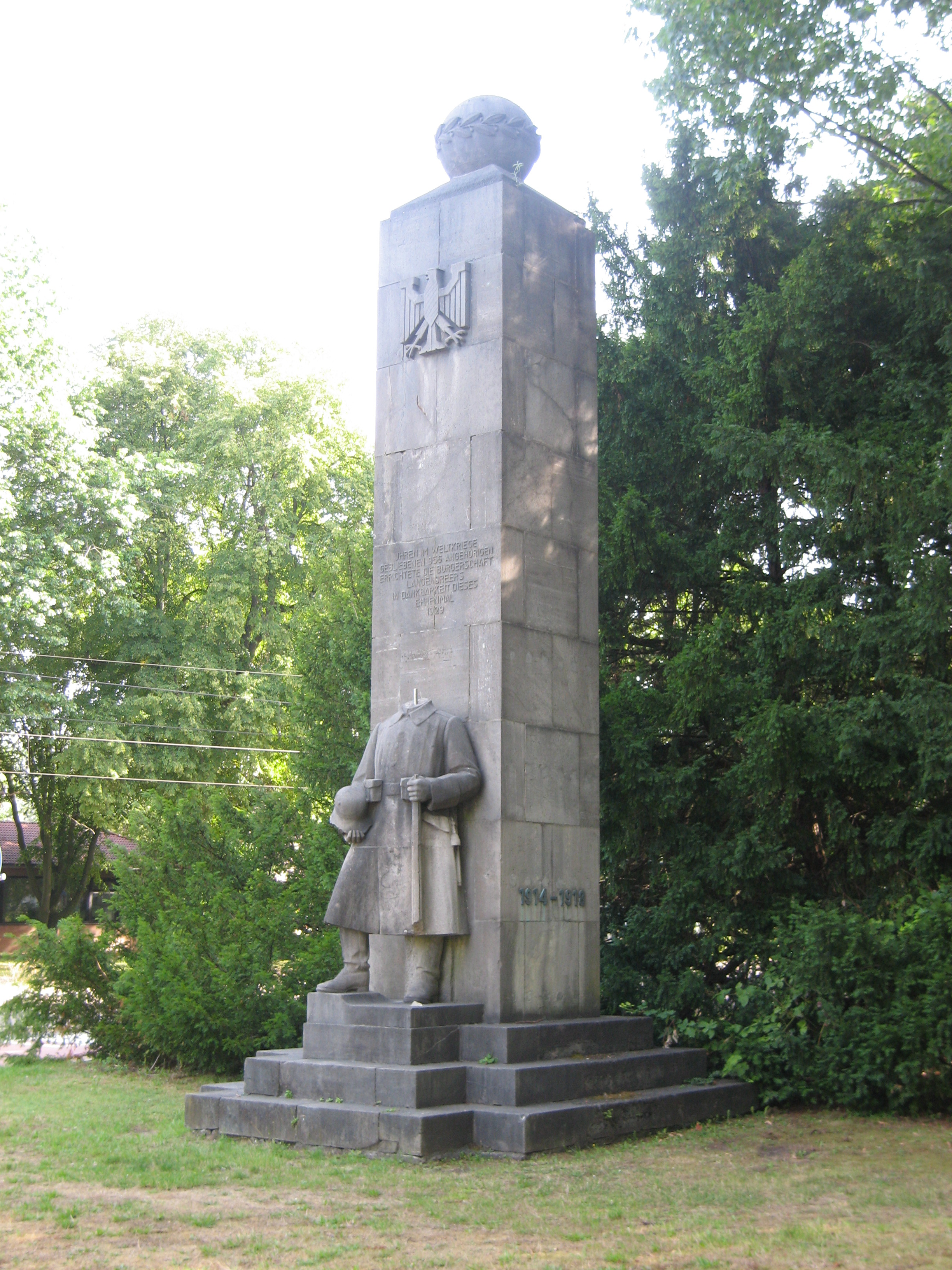
Kriegerdenkmal Bochum-Langendreer

Das Kriegerdenkmal Bochum-Langendreer befindet sich an der Unterstraße Ecke Alte Bahnhofstraße im Stadtteil Langendreer von Bochum.  
Im Jahr 1926 feierten die Kriegervereine von Langendreer ein großes Kriegsfest. Danach entstand die Idee ein Kriegerehrenmal zu errichten. Nachdem genug Geld von einem eigens geschaffenen Verein gesammelt war, wurde von der Gemeinde Langendreer allerdings eine Aufstellung vor dem Amtshaus abgelehnt. Es wurde dann von privater Hand ein Grundstück zur Verfügung gestellt und es wurde am 28. Juli 1929 eingeweiht.
Es wurde zum Gedächtnis an 956 im Ersten Weltkrieg gefallene Soldaten aus Langendreer errichtet. Das Denkmal besteht aus einer 8,50 m großen Steinsäule und der steinernen, ursprünglich 2,85 m hohen Statue eines Soldaten aus Muschelkalk mit abgenommenen Helm und abgesetztem Gewehr. Der Entwurf stammte vom Bildhauer Hans Dammann aus Berlin. Auf der Rückseite steht der Appell „Einst kommt der Tag da alle Welt euren Ruhm verkünden wird!“ Bei der Eröffnung enthielt es Bronzetafeln mit deren Namen. Die Tafeln wurden eventuell bei einer Metallsammlung im Zweiten Weltkrieg entfernt.
1968 wurde noch zusätzlich zur Tafel „1914-1918“ eine Tafel „1939-1945“ angebracht. Das Denkmal ist in der Bochumer Denkmalliste unter der Nummer A 618 eingetragen.
Der Kopf des Soldaten wurde 1987 von Aktivisten abgeschlagen, da es laut anonymen Bekennerschreiben Krieg, Unterdrückung und Faschismus symbolisiere. Der Kopf lag im Garten eines der Beteiligten, wie 2019 bekannt wurde. An den Denkmal wird 1992 ergänzend eine Tafel angebracht, dass das Denkmal „Mahnmal gegen den Krieg und seine Verherrlichung“ sein solle. Die Ehrenmal-Vereinigung e. V. sammelt zusammen mit dem Verkehrs- und Geschichtsverein Langendreer sowie privaten Spendern rund 10 000 Euro zusammen und ersetzt  2004 den Kopf. Man wolle damit „den Respekt der Bürger vor den Lehren der Geschichte“ dokumentieren. Die hinweisende Tafel von 1992 wird entfernt und der Text wird aufgrund eines Einspruches des Ehrenmal-Vereins auch in der Denkmalwertbegründung entfernt. Im November 2010 wird erneut der Kopf des Denkmals von Unbekannten entfernt.